# Svetlana Aleksiévitx
Svetlana Aleksàndrovna Aleksiévitx (en rus, Светлана Александровна Алексиевич; en belarús, Святлана Аляксандраўна Алексіевіч, Sviatlana Aliaksàndrauna Aleksièvitx; Stanislav, 31 de maig de 1948) és una periodista d'investigació i escriptora belarussa en llengua russa. El 2015 va guanyar el Premi Nobel de Literatura per «la seva escriptura polifònica, un monument al patiment i al valor en els nostres temps». Aleksiévitx va ser la primera periodista i escriptora belarussa a obtenir el premi.

## Biografia
Svetlana Aleksiévitx va néixer a la ciutat ucraïnesa de Stanislav, llavors a la Unió Soviètica, on el seu pare estava destinat com a militar. De mare ucraïnesa i pare belarús, va créixer a Belarús. El 1972 es va llicenciar en periodisme a la Universitat de Minsk, ciutat on va treballar com a professora i en diferents diaris. A la mateixa ciutat va exercir de corresponsal de la revista literària Neman.
Aleksiévitx va forjar la seva carrera periodística entrevistant testimonis de la majoria d'esdeveniments dramàtics del país, com la Segona Guerra Mundial, la Guerra afganosoviètica, la caiguda de la Unió Soviètica i l'accident de Txernòbil. Perseguida pel règim de Lukaixenko, va abandonar Belarús el 2000. La Xarxa Internacional de Ciutats de Refugi va oferir-li asil i durant la dècada següent va viure a París, Göteborg i Berlín. El 2011 Aleksiévitx va tornar a Minsk.

## Obra
Els seus llibres es consideren una crònica literària de la història emocional de l'era soviètica i postsoviètica. Entre les seves obres, destaquen Els nois del zinc, un testimoni en primera persona de la Guerra de l'Afganistan, i Pregària de Txernòbil, una història oral molt elogiada sobre la catàstrofe. Així descriu l'autora la temàtica de les seves obres:
| « | Si hom mira enrere en el conjunt de la nostra història, tant soviètica com postsoviètica, és una enorme fossa comuna i un bany de sang. Un diàleg etern dels botxins i les víctimes. Els maleïts assumptes russos: què s'ha de fer i qui s'ha de culpar. La revolució, els gulags, la Segona Guerra mundial i la Guerra afganosoviètica amagades a la gent, la caiguda del gran imperi, la caiguda de la gegant terra socialista, la terra de la utopia, i ara un repte de dimensions còsmiques: Txernòbil. És un repte per a tots els éssers vius de la Terra. Tal és la nostra història. I aquest és el tema dels meus llibres, aquest és el meu camí, els meus cercles de l'infern, de persona a persona. | » |

Aleksiévitx ha creat del seu propi gènere literari, la «novel·la de veus», amb el qual explica els fets més transcendentals de la Unió Soviètica vistos amb els ulls de la gent comuna per revelar un nou món de sensacions en la literatura. El seu primer llibre, U voiní ne jénskoie litsó ['La guerra no té rostre de dona'], es va publicar el 1985. Es va reeditar repetidament i se'n van vendre més de dos milions de còpies. La novel·la es compon de monòlegs de dones que han viscut la guerra parlant sobre aspectes de la Segona Guerra mundial que no s'havien relacionat abans. Un altre llibre, Els últims testimonis, descriu els records personals dels nens durant el temps de guerra.
El 1993, va publicar Zatxaróvannie smértiu ['Encisats per la mort'], un llibre sobre els suïcidis arran de la caiguda de la Unió Soviètica. Moltes persones es van sentir inseparables de la ideologia comunista i no van poder acceptar el nou ordre i la història recentment interpretada. En el llibre Temps de segona mà. La fi de l'home roig (2013), parla dels últims vint anys de la història de Rússia i de com el final del règim soviètic ha afectat persones que creien fermament que aquest règim era l'única forma ètica de vida.
Els llibres d'Aleksiévitx s'han publicat en dinou estats, inclosos Estats Units, Alemanya, Regne Unit, Japó, Suècia, França, Xina, Vietnam, Bulgària i l'Índia. És autora de vint-i-un guions de documentals i tres obres de teatre, interpretades a França, Alemanya i Bulgària.

## Obres publicades
- La guerra no té cara de dona (U voiní ne jénskoie litsó, 1985)[10] traduïda el català el 2018 per Miquel Cabal amb Raig Verd[11]
- Últims testimonis (1985), traduïda al català el 2016 per Marta Rebón amb Raig Verd
- Els nois del zinc (1989), traduïda al català el 2016 per Marta Rebón amb Raig Verd
- Zatxaróvannie smértiu [«Encisats per la mort»] (1993)
- La pregària de Txernòbil (1997), traduïda al català el 2016 per Marta Rebón amb Raig Verd
- Temps de segona mà. La fi de l'home roig (2013), traduïda al català el 2015 per Marta Rebón amb Raig Verd[12][13]

## Premis i reconeixements

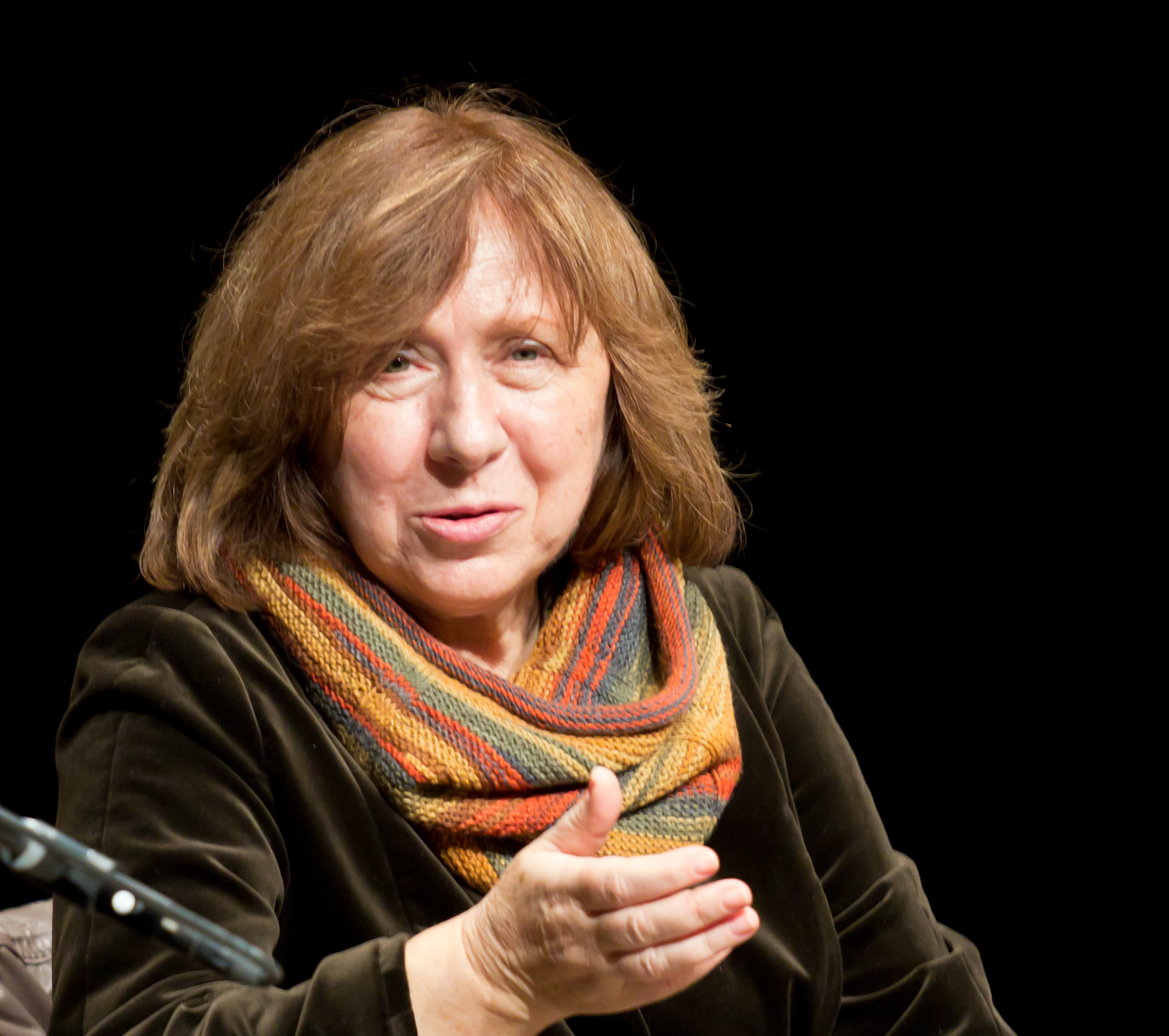
Aleksiévitx, el 2013 en una conferència a Colònia

Aleksiévitx ha rebut diversos premis internacionals, incloent-hi:
- 1984 — Orde de la Insígnia d'Honor[14] (condecoració civil de la URSS).
- 1996 — Premi Tucholsky (Tucholskypriset), atorgat pel PEN Suec[15]
- 1997 — Premi Andrei Siniavski[16][17]
- 1998 — Premi Leipziger al Llibre per la Convivència Europea[15][16]
- 1998 — Premi Fundació Friedrich Ebert[15]
- 1999 — Premi Herder
- 2002 — Premi Sandro Onofri d'autor estranger
- 2005 — Premi del Cercle de Crítics Nacional del Llibre de no-ficció per a Pregària de Txernòbil
- 2007 — Premi Oxfam Novib/PEN[18]
- 2011 — Premi Ryszard Kapuściński de reportatge literari per a U voiní ne jénskoie litsó [«La guerra no té rostre femení»][7]
- 2013 — Premi de la Pau del Comerç Llibreter Alemany[19]
- 2013 — Premi Médicis d'assaig per a la traducció francesa de Temps de segona mà. La fi de l'home roig[20]
- 2015 — Premi Ryszard Kapuściński de reportatge literari per a Temps de segona mà. La fi de l'home roig
- 2015 — Premi Nobel de Literatura[21][22]
- 2022 — Premi Internacional Catalunya[23]

Aleksiévitx és membre del comitè assessor del Premi Lettre Ulysses.

## Llengua
En relació amb la seva llengua, Aleksiévitx va afirmar que considerava el belarús la seva llengua materna:
| « | Per descomptat, sóc belarussa. I aquesta és la meva llengua materna: el belarús, tot i que no el parlo. No el parlo per mor que tota la pràctica de la meva vida és la llengua russa i la cultura russa. Però em sento belarussa; la terra belorussa és la meva terra, el meu pare és d'aquí. No conec una altra vida, només la vida aquí, malgrat que hagi viscut també a Europa. La meva terra és Belarús. | » |